# Pat Barker
Patricia Mary W. Barker (nascida Drake; 8 de maio de 1943) , mais conhecida como Pat Barker, é uma escritora e romancista inglesa. Ela ganhou muitos prêmios por suas obras, centradas em memórias, traumas e sua recuperação. Seu trabalho é descrito como direto, contundente e franco. Em 2012, The Observer nomeou a trilogia Regeneration como um dos "10 melhores romances históricos".

## Vida pessoal
Barker nasceu em uma família da classe trabalhadora em Thornaby-on-Tees, Yorkshire, Inglaterra, em 8 de maio de 1943. Sua mãe Moyra morreu em 2000; a identidade de seu pai é desconhecida. Segundo o The Times, Moyra engravidou "depois de uma noite de bebedeira". Com vergonha, ela dizia às pessoas que a criança era de sua irmã, e não sua filha. Elas moravam com sua avó, Alice, e o padrasto William, até que sua mãe se casou e se mudou quando Barker tinha sete anos.
Barker poderia ter se juntado à mãe, disse ela ao The Guardian em 2003, mas optou por ficar com a avó "por amor a ela e porque meu padrasto não gostava de mim, nem eu dele". Seus avós administravam uma loja de peixe e batatas fritas que faliu e a família era, disse ela ao The Times em 2007, "pobre como ratos de igreja; vivíamos da Assistência Nacional". Aos onze anos, Barker ganhou um lugar na escola primária, frequentando a King James Grammar School em Knaresborough e a Grangefield Grammar School em Stockton-on-Tees.
Barker, que diz que sempre foi uma leitora ávida, estudou história internacional na London School of Economics de 1962 a 1965. Depois de se formar em 1965, ela voltou para casa para cuidar de sua avó, que morreu em 1971.
Em 1969, ela foi apresentada, em um pub, a David Barker, professor de zoologia e neurologista 20 anos mais velho que ela, que encerrou o casamento para morar com ela. Eles tiveram dois filhos e se casaram em 1978. A filha deles, Anna Barker Ralph, é romancista. Barker ficou viúva em janeiro de 2009.

## Carreira
Em seus vinte e poucos anos, Barker começou a escrever ficção. Seus três primeiros romances nunca foram publicados e, ela disse ao The Guardian em 2003, que "não deveria: eu estava sendo uma romancista sensível, o que não é o que sou. Há um tom mundano e obsceno em minha voz.”
Seu primeiro romance publicado foi Union Street (1982), que consistia em sete histórias interligadas sobre mulheres da classe trabalhadora inglesa cujas vidas são circunscritas pela pobreza e violência. Por dez anos, o texto foi rejeitado pelas editoras por ser muito "desolador e deprimente". Barker conheceu a romancista Angela Carter em uma reunião de escritores da Arvon Foundation. Carter gostou do livro, dizendo a Barker "se eles não podem simpatizar com as mulheres que você está criando, então foda-se", e sugeriu que ela enviasse o manuscrito para a editora feminista Virago, que o aceitou. O New Statesman saudou o romance como uma "obra-prima da classe trabalhadora há muito esperada" e The New York Times Book Review comentou que Barker "dá a sensação de uma escritora que tem um poder enorme." Union Street foi posteriormente adaptado como o filme de Hollywood, Stanley & Iris (1990), estrelado por Robert De Niro e Jane Fonda. Em 2003, o romance permaneceu um dos mais vendidos de Virago.
Os três primeiros romances de Barker - Union Street (1982), Blow Your House Down (1984) e Liza's England (1986; originalmente publicado como The Century's Daughter) - retratavam a vida das mulheres da classe trabalhadora em Yorkshire. A revista BookForum os descreveu como "cheios de sentimento, violentos e sórdidos, mas nunca exploradores ou sensacionalistas e raramente sentimentais". Blow Your House Down retrata prostitutas que vivem em uma cidade do norte da Inglaterra, que estão sendo perseguidas por um serial killer. Liza's England, descrita pelo Sunday Times como uma "obra-prima moderna", acompanha a vida de uma mulher da classe trabalhadora nascida no início do século XX.

### TrilogiaRegeneration
Após a publicação de Liza's England, Barker sentiu que “tinha me colocado em uma caixa onde eu era fortemente rotulada como uma romancista do norte, regional, da classe trabalhadora, feminista – rótulo, rótulo, rótulo. Não se trata tanto de se opor aos rótulos, mas você chega a um ponto em que as pessoas estão lendo os rótulos em vez do livro. E eu senti que tinha chegado a esse ponto”, disse ela em 1992. Ela disse que estava cansada dos críticos perguntando “'mas ela pode criar homens?' – como se fosse algum tipo de Everest."
Portanto, ela voltou sua atenção para a Primeira Guerra Mundial, sobre a qual sempre quis escrever devido às experiências de guerra de seu avô. Ela se inspirou para escrever a trilogia Regeneration – Regeneration (1991), The Eye in the Door (1993) e The Ghost Road (1995) – um conjunto de romances que exploram a história da Primeira Guerra Mundial. Os livros são uma mistura incomum de história e ficção, e Barker se baseia extensivamente nos escritos de poetas da Primeira Guerra Mundial e WHR Rivers, um médico do exército que trabalhou com soldados traumatizados. Os personagens principais são baseados em figuras históricas, como Robert Graves, Alice e Hettie Roper (pseudônimos para Alice Wheeldon e sua filha Hettie), com exceção de Billy Prior, que Barker inventou para comparar e contrastar com os poetas-soldados britânicos Wilfred Owen e Siegfried Sassoon. Como o personagem central da ficção, Billy Prior está em todos os três livros.
“Acho que toda a psique britânica está sofrendo com a contradição que você vê em Sassoon e Wilfred Owen, onde a guerra é terrível e nunca se repete e, ao mesmo tempo, as experiências derivadas dela recebem um valor enorme”, disse Barker ao The Guardian. "Ninguém assiste a filmes de guerra como os britânicos fazem."
Barker disse à jornalista freelance Wera Reusch que "eu acho que há muito a ser dito sobre escrever sobre história, porque você pode lidar com dilemas contemporâneos de uma maneira que as pessoas estão mais abertas. Porque eles são desconhecidos, elas não sabem automaticamente o que pensam sobre isso, enquanto se você está escrevendo sobre um assunto contemporâneo explicitamente, às vezes tudo o que você faz é ativar os preconceitos das pessoas. Acho que o romance histórico pode ser uma porta dos fundos para o presente, o que é muito valioso."
A trilogia Regeneration foi extremamente bem recebida pela crítica, com Peter Kemp do Sunday Times descrevendo-a como "brilhante, intensa e sutil" e a Publishers Weekly dizendo que era "um triunfo de uma imaginação ao mesmo tempo poética e prática". A trilogia é descrita pelo The New York Times como "uma meditação feroz sobre os horrores da guerra e suas consequências psicológicas". O romancista Jonathan Coe a descreve como "uma das poucas obras-primas reais da ficção britânica do final do século XX". Autor e crítico britânico, Rosemary Dinnage resenhando no New York Review of Books declarou que ela "ganhou um lugar bem merecido na literatura". Em 1995, o último livro da trilogia, The Ghost Road, ganhou o Prêmio Booker–McConnell.

## Prêmios e reconhecimento
Em 1983, Barker ganhou o prêmio Fawcett Society de ficção por Union Street. Em 1993 ela ganhou o Prêmio de Ficção do The Guardian por Eye in the Door, e em 1995 ela ganhou o Prêmio Booker-McConnell por The Ghost Road. Em maio de 1997, ela recebeu um doutorado honorário pela Open University. Em 2000, foi nomeada Comandante da Ordem do Império Britânico (CBE).
Na resenha de seu romance Toby's Room, o The Guardian afirmou sobre sua escrita: "Você não vai até ela por uma linguagem refinada, você vai até ela por verdades claras... enfrentando firmemente a história de nosso mundo".
The Independent escreveu que "ela não é apenas uma boa cronista da guerra, mas da natureza humana".
Em 2019, Barker foi indicada para o Prêmio Feminino de Ficção por The Silence of the Girls. Em sua resenha do romance, o The Times escreveu: "Arrepiante, poderoso, audacioso... Em meio à recente série de reescritas dos grandes mitos e clássicos gregos, Barker se destaca por sua força". The Guardian declarou: "Este é um livro importante, poderoso e memorável que nos convida a olhar de forma diferente não apenas para Ilíada, mas para nossas próprias maneiras de contar histórias sobre o passado e o presente, e como a raiva e o ódio se manifestam em nossas sociedades".